# Opocunonia nymanii
Opocunonia nymanii är en tvåhjärtbladig växtart som först beskrevs av Karl Moritz Schumann, och fick sitt nu gällande namn av Schlechter. Opocunonia nymanii ingår i släktet Opocunonia och familjen Cunoniaceae. Inga underarter finns listade i Catalogue of Life.